# Dariusz Wybranowski
Dariusz Grzegorz Wybranowski (ur. 12 marca 1962) – polski historyk i politolog, dr hab. nauk społecznych, profesor Uniwersytetu Szczecińskiego.
Studiował na Uniwersytecie Szczecińskim. Doktorat uzyskał w 1997 (Rycerstwo na Pomorzu Zachodnim do końca XIII wieku, promotor: Tadeusz Białecki), a habilitację 14 lipca 2014 na podstawie pracy Między niepodległością a dezintegracją. Bośnia i Hercegowina w XX i XXI wieku.